# Dawn of the Nine
Dawn of the Nine dvanaesti je studijski album švedskog death metal-sastava Unleashed. Diskografska kuća Nuclear Blast Records objavila ga je 24. travnja 2015.

## Popis pjesama
Tekstovi: Johnny Hedlund, glazba: Fredrik Folkare.
| 1.    | »A New Day Will Rise«        | 3:52 |
| 2.    | »They Came to Die«           | 3:13 |
| 3.    | »Defenders of Midgard«       | 4:38 |
| 4.    | »Where Is Your God Now?«     | 4:29 |
| 5.    | »The Bolt Thrower«           | 3:49 |
| 6.    | »Let the Hammer Fly«         | 4:10 |
| 7.    | »Where Churches Once Burned« | 5:19 |
| 8.    | »Land of the Thousand Lakes« | 4:16 |
| 9.    | »Dawn of the Nine«           | 6:41 |
| 10.   | »Welcome the Son of Thor!«   | 4:34 |
| 45:01 |                              |      |

## Zasluge
Unleashed
- Johnny – bas-gitara, vokal
- Tomas – ritam gitara
- Fredrik – solo-gitara, inženjer zvuka, produkcija
- Anders – bubnjevi

Ostalo osoblje
- Soile Siirtola – fotografije
- Pär Olofsson – naslovnica albuma
- Joakim Sterner – grafički dizajn
- Erik Mårtensson – mastering